# Az oroszlán, a boszorkány és a ruhásszekrény
Az oroszlán, a boszorkány és a ruhásszekrény (The Lion, The Witch and The Wardrobe) C. S. Lewis regénysorozatának, a Narnia krónikáinak második kötete. A könyv elsőnek jelent meg, időrendi sorrendben azonban a második. A történet négy gyerek történetét írja le, akik felfedezik Narnia világát. Magyarul a mű először a németországi Magyar Iratmissziónál jelent meg, Az oroszlán, a boszorkány és a szekrény címmel, 1977-ben. Ezt követően a Szent István Társulat adta ki a regényt K. Nagy Erzsébet fordításában, Az oroszlán, a boszorkány és a különös ruhásszekrény címmel, 1989-ben.

## Cselekmény
|  | Alább a cselekmény részletei következnek! |

1940-ben, az angliai német bombázások ellen négy gyerek, Peter, Susan, Edmund és Lucy, egy vidéki házba menekül. Eleinte jól szórakoznak, míg egy nap találnak egy különös ruhásszekrényt. Lucy bele is néz, és egy különös birodalomban találja magát. Hideg van, minden meg van fagyva, és mindent hó lep. Találkozik egy faunnal, Tumnus úrral. Tumnus elmondja neki, hogy ez Narnia birodalma, ahol örök tél honol, és sosincs karácsony. Elmondja, hogy az országot egy gonosz boszorkány, Jadis uralja. Lucy visszatér a saját világába, és elmondja a történteket a többieknek. Azonban nem hisznek neki, mivel elég hihetetlennek hangzik. Néhány nappal később Lucy és Edmund egy bújócska miatt belépnek a szekrénybe. Ekkor Edmund is rájön, hogy Lucy-nak igaza volt. Lucy ellátogat újra Tumnus úrhoz, és ezalatt Ed találkozik a Fehér Boszorkánnyal. Jadis magához édesgeti a fiút, megnyeri magának, és ráveszi, hogy egy következő alkalommal hozza el a testvéreit is. Mikor a két testvér visszatér a saját világukba, Edmund azt hazudja, hogy nem járt sehol.
A következő alkalom elérkezik, és mind ellátogatnak Narnia birodalmába. Rájönnek, hogy Edmund hazudott, és valójában járt Narniában, ezért megharagudnak rá. A négy testvér elmegy Tumnus úr házához, azonban rájönnek, hogy Jadis elfogatta. A kiszabadítására indulnak. Találkoznak egy hóddal, aki meginvitálja őket a házába. Elmondja, hogy létezik egy jóslat, miszerint mikor Ádám két fia és Éva két leánya eljön Narniába, akkor a Fehér Boszorkány hatalma megszűnik. Azt is közli velük, hogy Aslan már úton van. Mikor a beszélgetéssel végeztek, rájönnek, hogy Edmund eltűnt, illetve, hogy elárulja őket. Így a három testvér, valamint hódék elindulnak Aslanhoz. Útközben találkoznak a Mikulással is, aki ajándékot oszt.
Végül elérnek Aslanhoz. Ezalatt Edmund is megérkezik a boszorkány palotájába, és elmondja a boszorkánynak, hogy eljöttek a testvérei, és Aslan is úton van. Azonban Jadis a megígért finomságok helyett nem ad semmit, és Ed rájön, hogy a boszorkány becsapta. Elindulnak Aslan táborába.
Harc készülődik. Mind a két fél gyűjti csapatait. Aslan csapatai egyszer rajtaütnek Jadis kis táborán, és kiszabadítják Edmundot. Később Jadis ellátogat Aslan táborába, és közli vele, hogy a Törvények alapján az áruló az ő tulajdona, és ki akarja végezni. Aslan beszél vele, amire Jadis lemond a jogáról…
Éjjel Susan és Lucy kimennek a sátorból, és látják, ahogy Aslan az erdő felé indul. Vele tartanak, és később látják, ahogy Aslan megérkezik Jadis táborába. Jadis megöli a nem védekező Aslant, mivel Edmund életéért cserébe az oroszláné kellett neki. Reggel kitör a csata a két fél között. Azonban Aslan feltámad, mivel 'ha valaki önként vállalja a halált az áruló helyett, akkor a kőasztal kettéhasad, és a Halál visszavonulót fúj…' Lucy, Susan és az oroszlán elindulnak Jadis palotájába. Ott életre keltik a boszorkány korábban kővé változtatott áldozatait, majd visszaindulnak a csatába. Mikor megérkeznek, Peter és csapat vesztésre áll, de Aslannal együtt győznek a boszorkány felett.
A négy testvért megkoronázzák: Peter, a Fenséges; Susan, a Nemes; Edmund, az Igazságos és Lucy, a Merész néven. Sokáig bölcs és igazságos uralkodói lesznek Narniának, uralkodásuk alatt éli Narnia az Aranykorát. Egy alkalommal, mikor egy szarvast (Csodaszarvas / Fehér Szarvas) üldöznek, véletlenül visszatérnek a saját világukba, ahol ezalatt az évek alatt nem telt el csak pár másodperc...
|  | Itt a vége a cselekmény részletezésének! |

## Szereplők

### Főszereplők
- Peter Pevensie (Pet)
- Susan Pevensie (Su)
- Edmund Pevensie (Ed)
- Lucy Pevensie (Lu)
- Jadis, a Fehér Boszorkány
- Aslan, az oroszlán

### Mellékszereplők
- Tumnus úr
- Hódmama és Hódpapa
- Kirke professzor
- Mrs. Macready

## Magyarul
- Az oroszlán, a boszorkány és a szekrény. Történet gyermekeknek; s.n., s.l., 1977
- Az oroszlán, a boszorkány és a különös ruhásszekrény; ford. K. Nagy Erzsébet; Szt. István Társulat, Bp., 1988
- Az oroszlán, a boszorkány és a ruhásszekrény; ford. K. Nagy Erzsébet, átdolg. Háy János; M&C Kft., Bp., 2005 (Narnia krónikái)